# Pee Wee Ellis
Alfred "Pee Wee" Ellis (født 21. april 1941, død 23. september 2021) var en amerikansk musiker, der var en af hovedpersonerne i funkrevolutionen, der fandt sted i midten af tresserne. Han skrev og arrangerede bl.a. flere af James Brown-klassikerne som Cold Sweat, Mother Popcorn og Say it loud, I'm Black I'm proud.
Allerede mens Ellis gik i skole, begyndte han at spille på professionelt niveau. Da hans familie flyttede til New York i 1955, begyndte han at samarbejde med sine skolekammerater, som bl.a. var Chuck Mangione og Ron Carter. Samtidig fik han undervisning af stjernen Sonny Rollins.
Efter at have færdiggjort skolen, flyttede Ellis tilbage til Florida, hvor han startede sit eget soulband Dynamics Incorporated. I den sammenhæng udviklede han sine stærke talenter som komponist og arrangør – specielt for hornsektioner.
Ellis blev inviteret til at spille med Sunny Payne Trio i New York, indtil han i 1965 blev tilbudt at komme med i The James Brown Revue. Da Nat Jones stoppede i Browns orkester i 1967, blev Ellis udnævnt til bandleder, og kom til at påvirke funkstjernens lyd.
Da han stoppede hos James Brown i 1969 blev han eftertragtet i forskellige bands, og arbejdede sammen med navne som Esther Phillips, George Benson og Hank Crawford. I 1976 kom han endelig med sit første solo album Home In The Country.
I slutningen af 70'erne flyttede han til San Francisco, og startede et fusionsband med saxofonisten Dave Liebman. Pee Wee Ellis arbejdede senere sammen med navne som Fred Wesley, Maceo Parker og ikke mindst Nordirske Van Morrison.

## Diskografi

### Albums
- 1976: Home In The Country
- 1992: Blue Mission
- 1995: Yellin Blue
- 2002: And Funky